# Kim Sonier
Kim Sonier, née le 3 avril 1963 et décédée le 2 avril 2022, est une coureuse cycliste américaine spécialiste de VTT de descente.

## Palmarès

### Championnats du monde de descente
- 1992 :  Médaillée d'argent de descente
- 1993 :  Médaillée d'argent de descente
- 1995 : 6e
- 1996 : 5e
- 1997 : 6e

### Coupe du monde de descente
- 1994 : 1re du classement général, vainqueur de 2 manches
- 1995 : 3e du classement général, vainqueur de 1 manche
- 1996 : 6e du classement général
- 1997 : 8e du classement général
- 1998 : 6e du classement général